# Detlef Lienau (Architekt)

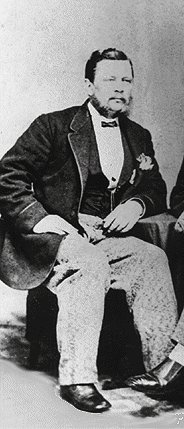
Detlef Lienau

Detlef Lienau (* 17. Februar 1818 in Uetersen; † 29. August 1887 in New York) war ein aus Holstein stammender US-amerikanischer Architekt. Er brachte französische Stilelemente in die amerikanische Architektur ein, insbesondere das Mansarddach mit seinen dekorativen Verzierungen. Seine Ausbildung absolvierte er an der École des Beaux-Arts in Paris. Lienau entwarf Landhäuser, Villen, Mehrfamilienhäuser, Hotels, Banken, Kaufhäuser, Kirchen, Schulen, Büchereien, Bürogebäude, Fabriken, Bahnhöfe und ein Museum. Auftraggeber und Kollegen schätzten ihn als einen der kreativsten und technisch kompetentesten Architekten seiner Zeit. Er war eines der 13 Gründungsmitglieder des American Institute of Architects.

## Leben
Geboren im damals unter dänischer Vorherrschaft stehenden Uetersen in Holstein, wanderte Detlef Lienau 1848 in die USA aus. Am 11. Mai 1853 heiratete er Catherine Van Giesen Booraem. Es war seine erste Heirat und ihre zweite. Von den fünf Kindern des Ehepaares überlebte nur der älteste Sohn J. August. Alle anderen starben in jungen Jahren. J. August trat in die Fußstapfen seines Vaters und wurde Architekt. Nachdem er das Büro seines Vaters 1887 übernommen hatte, entwarf er vorwiegend Wohngebäude. Später bildete er eine Partnerschaft mit Thomas Nash, die bis in die 1920er Jahre andauerte. Detlef Lienau hatte einen weiteren Sohn, J. Henry, der 1871 geboren wurde, 10 Jahre nach dem Tod seiner Frau Catherine. 1935 spendete J. Henry Lienau der Avery Architectural and Fine Arts Library der Columbia-Universität 800 Architekturzeichnungen, Fotografien und andere Dokumente seines Vaters. Dort sind sie bis heute archiviert. Detlef Lienau starb am 29. August 1887 in der Stadt New York.

## Wirken in den USA

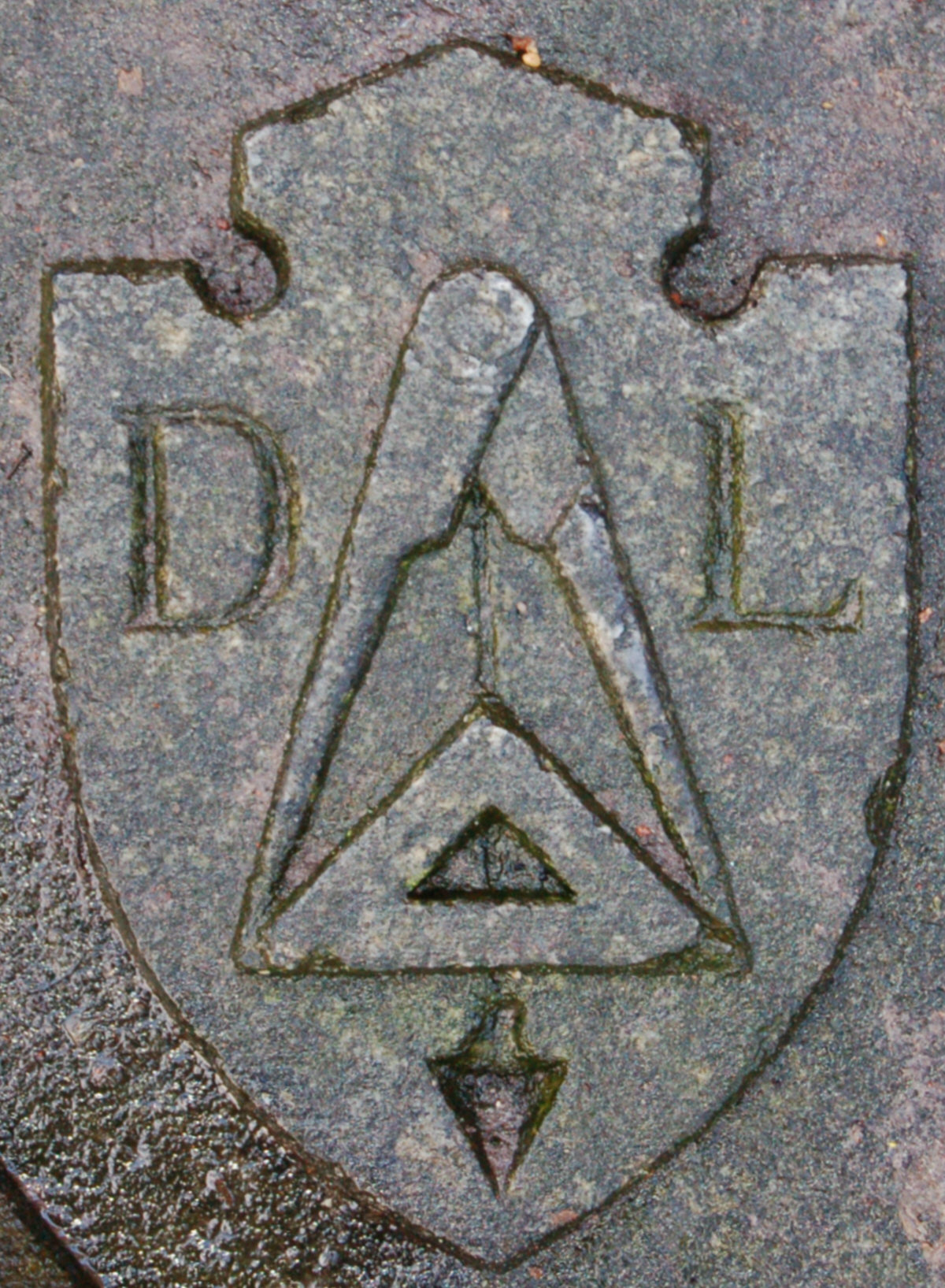
Das Zunftwappen von Detlev Lienau

Detlef Lienau gehörte einer recht kleinen Gruppe akademisch ausgebildeter Architekten an, die mehrheitlich erst vor kurzer Zeit aus Europa gekommen waren. Alle brachten die Traditionen der Alten Welt in die Neue Welt, aber in einer Hinsicht unterschied sich Lienau von seinen Kollegen: Geformt von seiner Jugend im dänisch beeinflussten Norddeutschland, seiner Ausbildung in mehreren deutschen Kunstzentren und in Paris, war sein Ansatz internationaler. In einer vom Nationalismus geprägten Epoche war das eine Seltenheit. Die Verschmelzung verschiedener Traditionen befähigte ihn, sich schnell dem amerikanischen Leben anzupassen und sich erfolgreich den Anforderungen einer zunehmend eklektischen Zeit zu stellen. Zudem brachte Lienau, nicht Richard Morris Hunt, durch den Kontakt zu Henri Labrouste die Tradition der französischen Beaux-Arts-Architektur in die Vereinigten Staaten.
Lienaus Karriere veranschaulicht deutlich die Beiträge der in Europa ausgebildeten Architekten zur amerikanischen Architektur. Seine Hauptbedeutung für die amerikanische Architektur zwischen 1850 und 1885 liegt nicht allein im Gebrauch des viktorianischen Stils, auch nicht im allgemeinen Eklektizismus. Es ist vielmehr die klassische Orientierung seiner gesamten Arbeit. Sein Werk bildet einen fließenden Strom des Konservativismus in der amerikanischen Architektur. Das wurde manchmal überdeckt vom vorherrschenden pittoresken Zeitstil, der viktorianischen Hochgotik und dem Second Empire mit antiklassischen Tendenzen. Lienaus Werk bildet eine Brücke zwischen den klassischen Stiltraditionen des zweiten Viertels des 19. Jahrhunderts und deren Wiederauftauchen in den 1880er Jahren, einer Bewegung, die in New York von der Firma McKim, Mead & White angeführt wurde.
Zu den Architekten, die Lienau beeinflusst hat, zählen Henry Janeway Hardenbergh und Paul Johannes Pelz, beide arbeiteten in Lienaus Büro. Nach Hardenbergs Aussage hatte Lienau nie mehr als sechs Männer in seinem Büro, damit er ihnen genug Zeit widmen konnte. Durch das Fortwirken seiner Schüler setzte sich Lienaus Einfluss bis in das 20. Jahrhundert fort.
Egal, ob er einfache Landhäuser oder große Villen entwarf – Lienau fand viele Wege, seine Ideen mit den Kundenwünschen in Einklang zu bringen und in angemessener Form umzusetzen. Folgende Architekturstile und -moden finden sich in seinem Werk wieder: Der „Chalet and Stick-Stil“ seiner frühen Landhäuser, die italienische Villa, die monumentale Tradition der französischen Renaissance, schließlich Queen Anne Style und Colonial Revival.

## Wirken in Deutschland
Einige wenige Gebäude wurden nach Detlef Lienaus Entwürfen in Deutschland ausgeführt. Sein Bruder Michael Lienau, der auch nach Amerika ausgewandert war, kehrte als reicher Weinhändler in seine Heimat bei Uetersen zurück. Im benachbarten Moorrege ließ er 1872 das sogenannte Schloss Düneck nach Plänen seines Bruders Detlef errichten. Es handelt sich um ein schlossähnliches Landhaus, das mit seinen französischen Stilelementen einzigartig im norddeutschen Raum ist. Außerdem entwarf Detlef Lienau das weitaus schlichtere Haus der Familie in Uetersen.

## Bauten

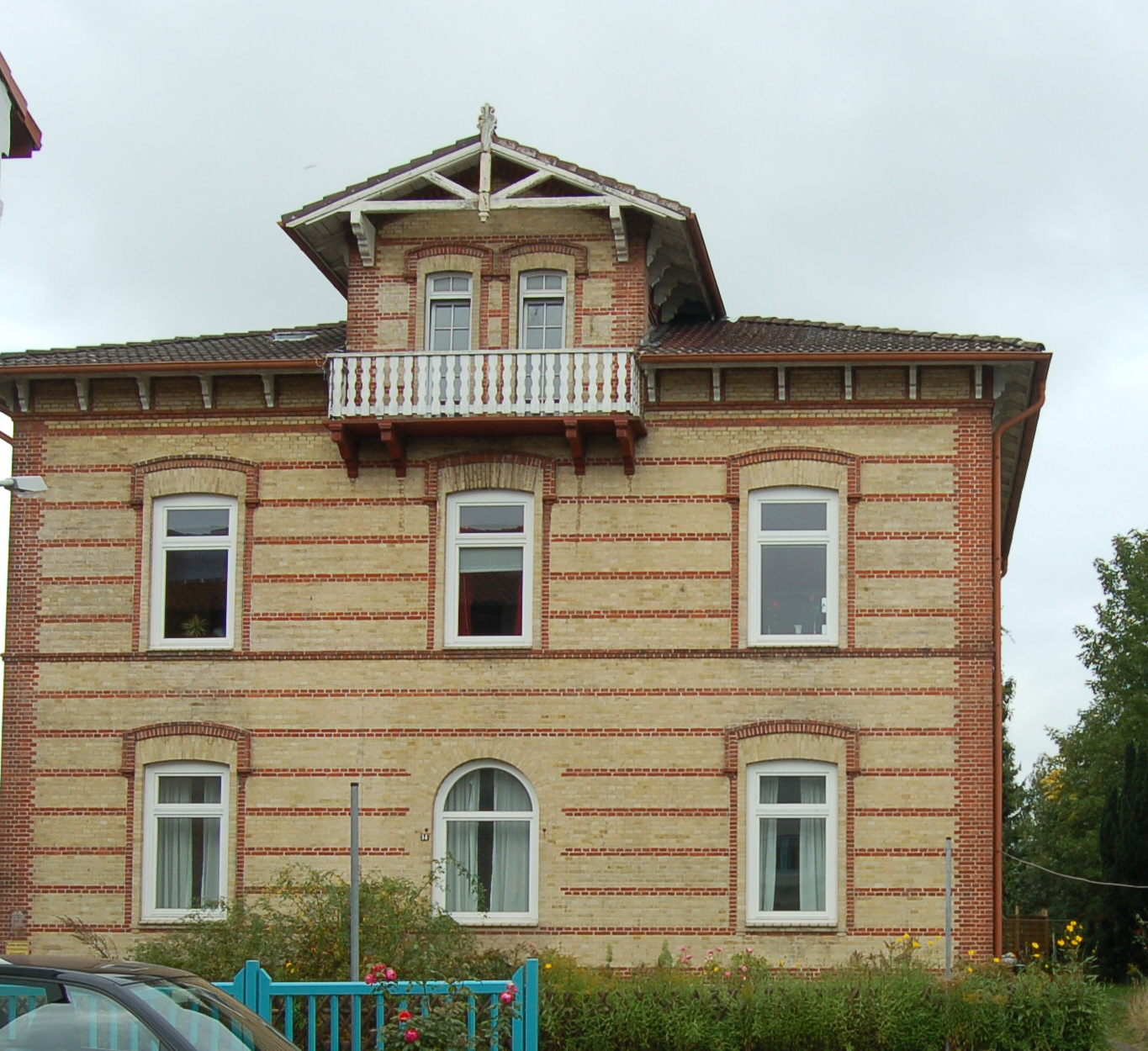
Haus der Familie Lienau in Uetersen
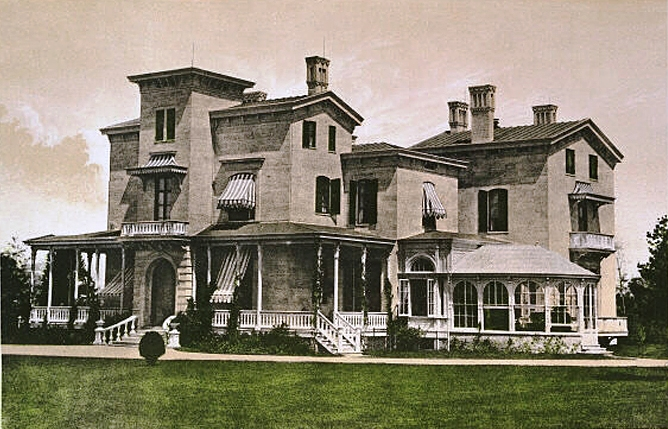
Cottenet-Brown House (Nuits) (1852)
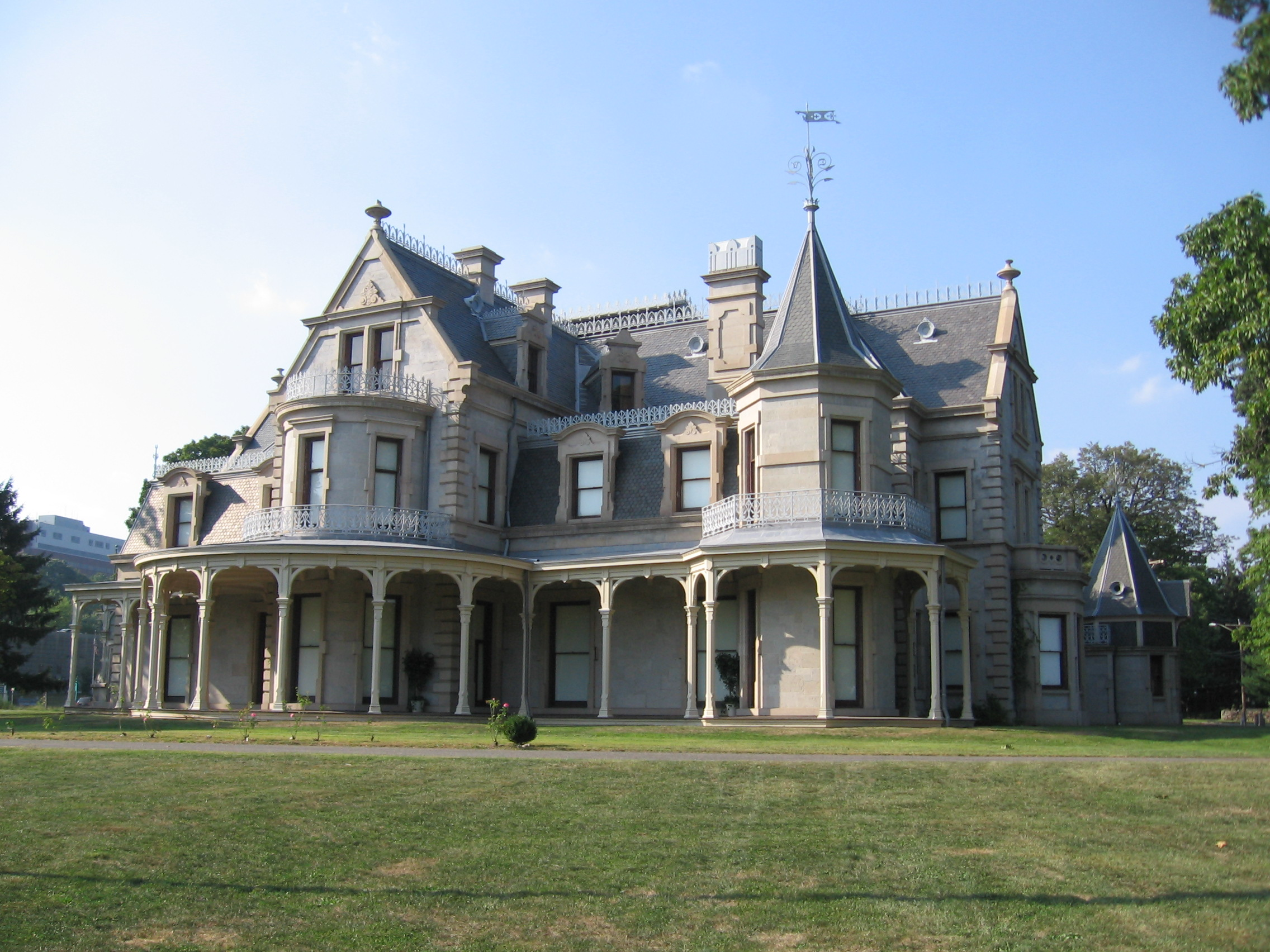
LeGrand Lockwood Mansion (1868)
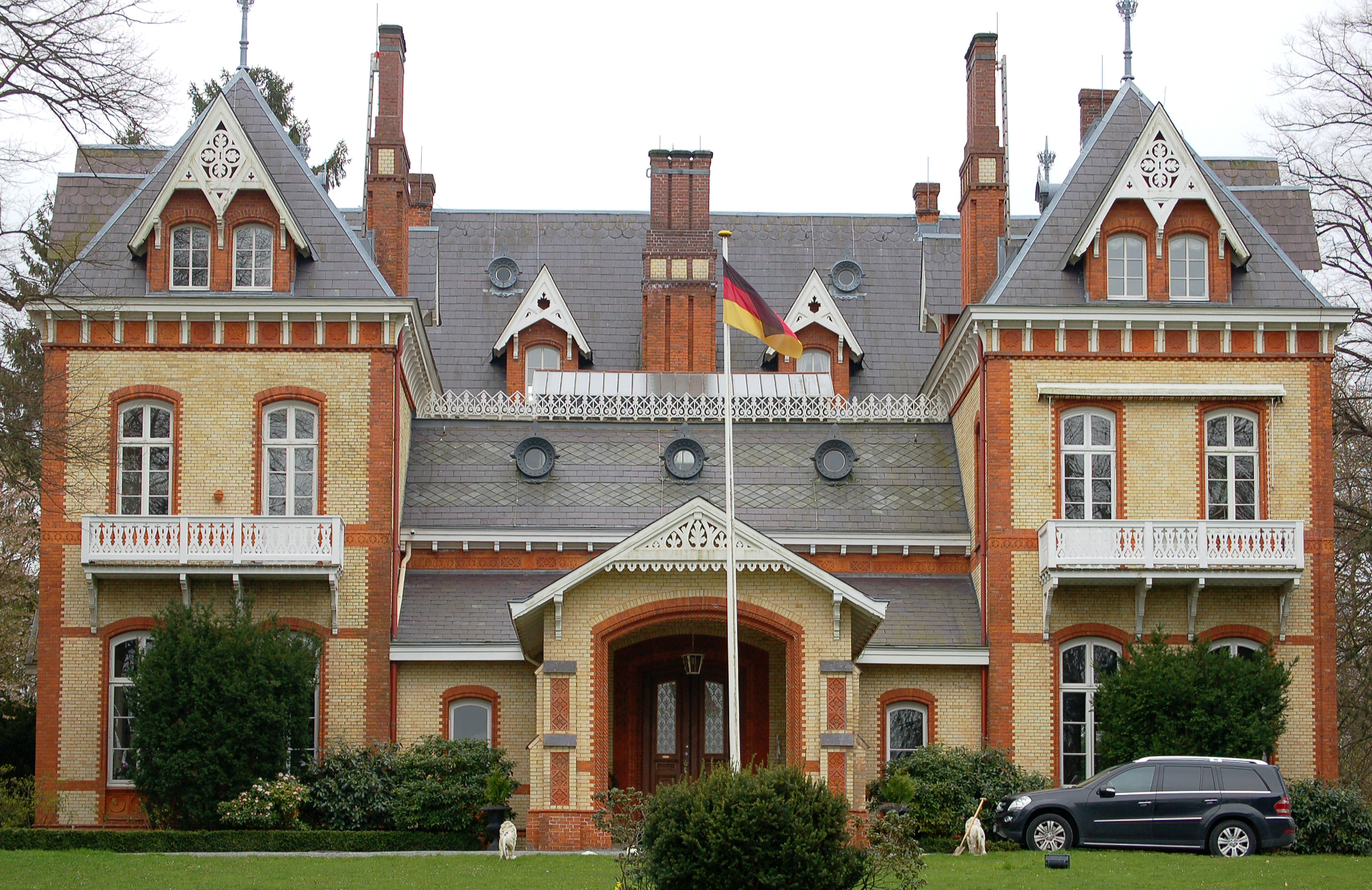
Schloss Düneck in Moorrege (1872)
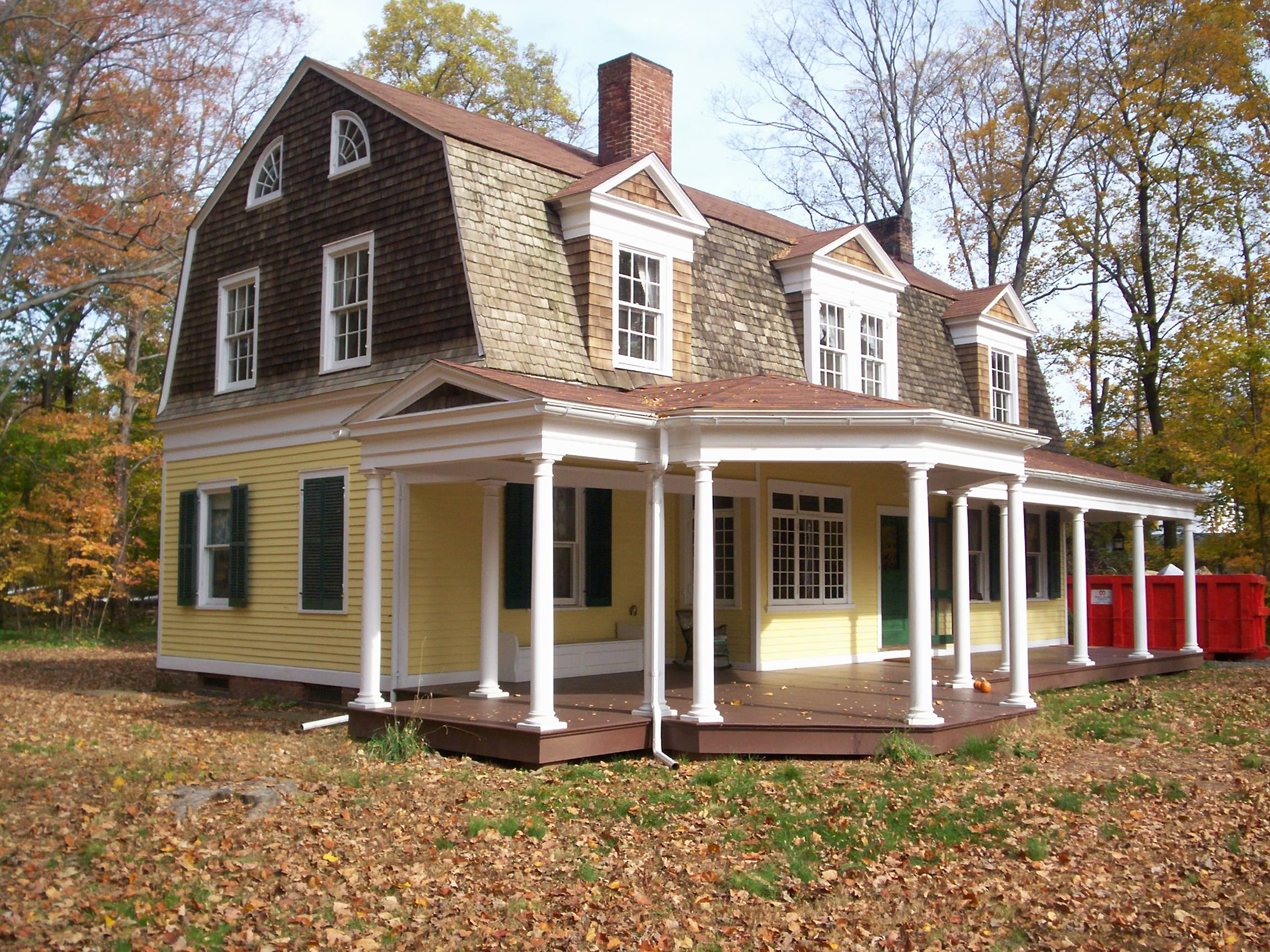
Tulipwood, Wohnhaus, von J. August Lienau entworfen (1892)

Einige von Lienaus wichtigsten Aufträgen sind in Folgendem  aufgelistet. Die kursiv gedruckten stehen im National Register of Historic Places der Vereinigten Staaten.
- 1849: Michael Lienau cottage; 44 Jersey Avenue; Jersey City, NJ.
- 1852: Beach Cliffe; Kane Villa; Bath Road; Newport, RI.
- 1852: Francis Cottenet Villa (Nuits); Hudson Road and Clifton Place; Ardsley-on-Hudson, NY.
- 1852: Hart M. Shiff House; Fifth Avenue at 10th Street; New York, NY.
- 1853: Grace Church (Van Vorst); Erie Avenue and Second Street; Jersey City, NJ.
- 1859: William C. Schermerhorn House; 49 West 23rd Street; New York, NY.
- 1862: F. O. Matthiessen & Weichers sugar refinery; South Street; Jersey City, NJ.
- 1864: First National Bank; 1 Exchange Place; Jersey City, NJ.
- 1865: New York Life & Trust Company; 52 Wall Street; New York, NY.
- 1868: LeGrand Lockwood Mansion; 295 West Avenue; Norwalk, Connecticut, CT.
- 1868: New York Sugar Refining Company; Washington and Essex Streets; Jersey City, NJ.
- 1868: L. Marcotte factory and warehouse; 160-164 West 32nd Street; New York, NY.
- 1869: Edmund Schermerhorn House; 45-47 West 23rd Street; New York, NY.
- 1870: Mrs. Rebecca Jones Block; Fifth Avenue between 55th and 56th Street; New York, NY.
- 1871: American Jockey Club; Madison Avenue at 27th Street; New York, NY.
- 1871: Henry A. Booraem Block; Second Street; Jersey City, NJ.
- 1871: Schermerhorn Apartments; 2131–2137 Third Avenue; New York, NY.
- 1872: Grosvenor House Hotel; Fifth Avenue at 10th Street; New York, NY.
- 1872: Michael Lienau Villa (Schloss Düneck); Moorrege, Germany.
- 1873: Matthew Wilks Residence (Cruickston Park); Blair, ON, Canada.
- 1874: DeLancey Kane Estate loft building; 676 Broadway; New York, NY.
- 1875: Edward Bech Villa outbuildings (Rosenlund, now Marist College); Poughkeepsie, NY.
- 1875: New Brunswick Theological Seminary (Sage Library); 17 Seminary Place; New Brunswick, NJ.
- 1876: Georgia Historical Society (Hodgson Hall); 501 Whitaker Street; Savannah, GA.
- 1879: George Mosle townhouse; 5 West 51st Street; New York, NY.
- 1880: Walter H. Lewis Cottage (Anglesea); Ochre Point; Newport, RI.
- 1881: William C. Schermerhorn store and loft building; 116-118 East 14th Street; New York, NY.
- 1882: Daniel Parish Estate office building; 67 Wall Street; New York, NY.
- 1883: Mrs. Mary M. Williams Cottage; 1135 Hamilton Street; Somerset, NJ.
- 1884: Mrs. Mary M. Williams Row; 37-47 West 82nd Street; New York, NY.
- 1887: Lienau-Williams Row; 48-54 West 82nd Street; New York, NY.